# Traugott Oehmichen
Christian Traugott Oehmichen (* um 1798; † 17. Juni 1862 in Dresden) war ein sächsischer Landwirt und Politiker.

## Leben
Oehmichen besaß das Brauschänkgut in Kiebitz bei Oschatz. Vor Ort hatte er das Amt des Amtslandrichters inne. Ab dem Landtag 1842/43 bis zum Landtag 1859 vertrat er – mit einer kurzen Unterbrechung während der Revolutionsjahre 1848/49 – den 5. bäuerlichen Wahlbezirk (Ämter Grimma, Mügeln, Mutzschen und Wurzen) in der II. Kammer des Sächsischen Landtags. Auf dem nach dem liberalen Wahlrecht vom 15. November 1848 gewählten Landtag 1849 vertrat er den 16., 17. und 18. Wahlbezirk (Lommatzsch, Mügeln, Oschatz) in der I. Landtagskammer. Oehmichen wird den rechten Kräften zugeordnet. Er setzte sich für die Entlastung des bäuerlichen Grundbesitzes ein.
Er lebte zuletzt in Dresden, wo er im Juni 1862 im Alter von 64 Jahren starb. Oehmichen wurde auf dem Annenfriedhof beerdigt.